# Неркесия, Мухамед
Мухамед (Мухаммад) Сарайлия Неркесия (Нергисия) (босн. Muhamed Nerkesija; около 1584, Сараево, Боснийский эялет, Османская империя — 1634, Гебзе близ Стамбула, Османская империя) — боснийский писатель и поэт.

## Биография
Обучался в Сараево и Каринтии. Был учителем в медресе, кади в Габеле, Мостаре, Нови-Пазаре, Эльбасане, Баня-Луке, Битоле, а также в Стамбуле, Салониках и Албании.
Высоко ценился, как прозаик в Боснии и на территории всей Османской империи. Заслужил хорошую репутацию литератора, поэтому был назначен официальным летописцем и отправлен в Стамбул, чтобы отразить в истории визит императора в Реван. По пути туда умер.

## Творчество
Один из самых известных боснийских писателей и поэтов эпохи Османской империи. Автор песен, газелей, касыд и прозаических произведений, написанных, в основном, на турецком языке.
Его основная работа Petoknjižje (Hemsa), состоящий из Vrta grana (Nihalistān), Eliksira sreće (Iksīr-i sa'ādet), Kanona duhovne zrelosti (Kanūn al-rašād), Nevolja zaljubljenih (Mašākk al-‛uššāk) И Mesleminih vojni (Gazawāt-i Mesleme). В описании «Совершенного визиря» (Opisu savršenoga vezira /Al-waṣf al-kāmil) Описал деяния боснийца Муртеза-паши, губернатора Боснии и Буды (1636).
Его «Сборник писем» (Zbirka pisama / Munšāt) друзьям и выдающимся деятелям его времени является образцовой работой эпистолярной литературы на турецком языке.